# Lagrange-Identität (Randwertprobleme)
Die Lagrange-Identität, benannt nach Joseph Louis Lagrange (1736–1813), wird bei der Lösung von gewöhnlichen Differentialgleichungen zweiter Ordnung, insbesondere bei Sturm-Liouville-Problemen, verwendet.

## Definition
Die Lagrange-Identität für die Funktionen {\displaystyle \phi }, {\displaystyle \psi } aus der Differentiationsklasse {\displaystyle \phi ,\psi \in C^{2}((a,b),\mathbb {R} )} und den Koeffizientenfunktionen {\displaystyle w,q\in C^{0}((a,b),\mathbb {R} )},
{\displaystyle p\in C^{1}((a,b),\mathbb {R} )} und {\displaystyle p,q>0} ist gegeben durch den Sturm-Liouville-Operator
{\displaystyle {\mathcal {L}}={\frac {1}{w}}\left(-{\frac {\mathrm {d} }{\mathrm {d} x}}\,p\,{\frac {\mathrm {d} }{\mathrm {d} x}}+q\right)}
für den gilt:
{\displaystyle {\begin{aligned}\phi {\mathcal {L}}\psi -\psi {\mathcal {L}}\phi &={\frac {-1}{w}}{\frac {\mathrm {d} }{\mathrm {d} x}}{\bigg (}p(\phi \psi '-\psi \phi '){\bigg )}\\&={\frac {-1}{w}}{\frac {\mathrm {d} }{\mathrm {d} x}}{\bigg (}pW(\phi ,\psi ){\bigg )}\end{aligned}}}
wobei {\displaystyle W(\phi ,\psi )} die Wronski-Determinante der Funktionen {\displaystyle \phi ,\psi } bedeutet.

## Herleitung
Sei {\displaystyle {\mathcal {L}}} ein Sturm-Liouville-Differentialoperator, dann ist:
{\displaystyle \phi {\mathcal {L}}\psi =\phi {\frac {-1}{w}}{\bigg (}{\frac {\mathrm {d} }{\mathrm {d} x}}\left(p{\frac {\mathrm {d} \psi }{\mathrm {d} x}}\right)-q\psi {\bigg )},}
und
{\displaystyle \psi {\mathcal {L}}\phi =\psi {\frac {-1}{w}}{\bigg (}{\frac {\mathrm {d} }{\mathrm {d} x}}\left(p{\frac {\mathrm {d} \phi }{\mathrm {d} x}}\right)-q\phi {\bigg )}.}
Subtraktion der beiden Gleichungen ergibt:
{\displaystyle \phi {\mathcal {L}}\psi -\psi {\mathcal {L}}\phi =\phi {\frac {-1}{w}}{\frac {\mathrm {d} }{\mathrm {d} x}}\left(p{\frac {\mathrm {d} \psi }{\mathrm {d} x}}\right)-\psi {\frac {-1}{w}}{\frac {\mathrm {d} }{\mathrm {d} x}}\left(p{\frac {\mathrm {d} \phi }{\mathrm {d} x}}\right).}
Nun lassen sich unter Verwendung der Produktregel für Ableitungen, der Term {\displaystyle {\tfrac {-1}{w}}} bleibt hierbei unberücksichtigt, folgende Darstellungen berechnen {\displaystyle \textstyle \phi {\frac {\mathrm {d} }{\mathrm {d} x}}\left(p{\frac {\mathrm {d} \psi }{\mathrm {d} x}}\right)={\frac {\mathrm {d} }{\mathrm {d} x}}\left(p\phi {\frac {\mathrm {d} \psi }{\mathrm {d} x}}\right)-\left(p{\frac {\mathrm {d} \psi }{\mathrm {d} x}}\right){\frac {\mathrm {d} \phi }{\mathrm {d} x}}} und {\displaystyle \textstyle \psi {\frac {\mathrm {d} }{\mathrm {d} x}}\left(p{\frac {\mathrm {d} \phi }{\mathrm {d} x}}\right)={\frac {\mathrm {d} }{\mathrm {d} x}}\left(p\psi {\frac {\mathrm {d} \phi }{\mathrm {d} x}}\right)-\left(p{\frac {\mathrm {d} \phi }{\mathrm {d} x}}\right){\frac {\mathrm {d} \psi }{\mathrm {d} x}}}. Auf diese Weise wird erkennbar, dass der zweite Term in beiden Ableitungen gleich ist und bei der Differenzenbildung verschwindet, also:
{\displaystyle {\begin{aligned}\phi {\mathcal {L}}\psi -\psi {\mathcal {L}}\phi &={\frac {-1}{w}}{\frac {\mathrm {d} }{\mathrm {d} x}}\left(p\phi {\frac {\mathrm {d} \psi }{\mathrm {d} x}}\right)-{\frac {-1}{w}}{\frac {\mathrm {d} }{\mathrm {d} x}}\left(p\psi {\frac {\mathrm {d} \phi }{\mathrm {d} x}}\right)\\\\&={\frac {-1}{w}}{\frac {\mathrm {d} }{\mathrm {d} x}}{\bigg (}p\left(\phi {\frac {\mathrm {d} \psi }{\mathrm {d} x}}-\psi {\frac {\mathrm {d} \phi }{\mathrm {d} x}}\right){\bigg )}\\\\&={\frac {-1}{w}}{\frac {\mathrm {d} }{\mathrm {d} x}}{\bigg (}pW(\phi ,\psi ){\bigg )}.\\\end{aligned}}}